# Equipos participantes en la Copa de Naciones del Golfo de 2023
Las ocho selecciones participantes de la Copa de Naciones del Golfo de 2023 deben registrar un mínimo de 18 jugadores y un máximo de 26, donde al menos tres deben ser guardametas.
La edad de los jugadores, clubes, partidos y goles por su selección, corresponden al 6 de enero de 2023 fecha del inicio de la Copa.

## Grupo A

### Irak
Entrenador:  Jesús Casas.
El equipo final fue anunciado el 3 de enero.
| No. | Pos. | Jugador             | Fecha de nacimiento (edad)         | Apa. | Goles | Club              |
| --- | ---- | ------------------- | ---------------------------------- | ---- | ----- | ----------------- |
| 1   | POR  | Fahad Talib         | 21 de octubre de 1994 (28 años)    | 18   | 0     | Al Quwa Al Jawiya |
| 2   | DEF  | Manaf Younis        | 16 de noviembre de 1996 (26 años)  | 13   | 0     | Al-Shorta         |
| 3   | DEF  | Zaid Tahseen        | 29 de enero de 2001 (21 años)      | 3    | 0     | Al-Talaba         |
| 4   | DEF  | Mustafa Nadhim      | 23 de septiembre de 1993 (29 años) | 36   | 3     | Agente libre      |
| 5   | DEF  | Ali Faez            | 9 de septiembre de 1994 (28 años)  | 41   | 4     | Al-Talaba         |
| 6   | DEF  | Alai Ghasem         | 16 de febrero de 2003 (19 años)    | 3    | 0     | IFK Göteborg      |
| 7   | MED  | Hussein Ali         | 29 de noviembre de 1996 (26 años)  | 45   | 5     | CS Sfaxien        |
| 8   | MED  | Ibrahim Bayesh      | 1 de mayo de 2000 (22 años)        | 33   | 3     | Al-Quwa Al-Jawiya |
| 9   | DEL  | Alaa Abbas          | 27 de julio de 1997 (25 años)      | 26   | 4     | Al-Zawraa         |
| 10  | MED  | Hassan Abdulkareem  | 1 de enero de 1999 (24 años)       | 10   | 1     | Al-Zawraa         |
| 11  | MED  | Sherko Karim        | 25 de mayo de 1996 (26 años)       | 17   | 1     | Kuwait SC         |
| 12  | POR  | Jalal Hassan        | 18 de mayo de 1991 (31 años)       | 66   | 0     | Al-Zawraa         |
| 13  | MED  | Rewan Amin          | 8 de enero de 1996 (26 años)       | 2    | 0     | Agente libre      |
| 14  | MED  | Amjad Attwan        | 12 de marzo de 1997 (25 años)      | 66   | 1     | Al-Shamal         |
| 15  | DEF  | Dhurgham Ismail     | 24 de mayo de 1994 (28 años)       | 64   | 4     | Al-Talaba         |
| 16  | MED  | Amir Al-Ammari      | 27 de julio de 1997 (25 años)      | 11   | 1     | IFK Göteborg      |
| 17  | DEF  | Hussein Ammar       | 18 de agosto de 1999 (23 años)     | 1    | 0     | Naft Al Basra     |
| 18  | DEL  | Aymen Hussein       | 22 de marzo de 1996 (26 años)      | 55   | 11    | Al-Markhiya       |
| 19  | MED  | Mohammed Ali Abboud | 1 de octubre de 2000 (22 años)     | 10   | 0     | Al Quwa Al Jawiya |
| 20  | MED  | Hussein Jabbar      | 9 de marzo de 1998 (24 años)       | 5    | 0     | Al Quwa Al Jawiya |
| 21  | DEL  | Aso Rostam          | 1 de diciembre de 1994 (28 años)   | 3    | 0     | Al-Salmiya        |
| 22  | POR  | Ahmed Basil         | 19 de agosto de 1996 (26 años)     | 1    | 0     | Al-Shorta         |
| 23  | MED  | Moammel Abdul-Ridha | 28 de marzo de 2000 (22 años)      | 1    | 0     | Al-Talaba         |

### Omán
Entrenador:  Branko Ivankovic
El equipo fue anunciado el 1 de enero.
| No. | Pos. | Jugador              | Fecha de nacimiento (edad)         | Apa. | Goles | Club        |
| --- | ---- | -------------------- | ---------------------------------- | ---- | ----- | ----------- |
| 1   | POR  | Ibrahim Al-Mukhaini  | 20 de junio de 1997 (25 años)      | 8    | 0     | Al-Nahda    |
| 2   | DEF  | Mohammed Al-Musalami | 27 de abril de 1990 (32 años)      | 92   | 3     | Al-Seeb     |
| 3   | DEF  | Fahmi Durbin         | 10 de octubre de 1993 (29 años)    | 21   | 0     | Al-Nasr     |
| 4   | MED  | Arshad Al-Alawi      | 12 de abril de 2000 (22 años)      | 21   | 4     | Al-Kuwait   |
| 5   | DEF  | Juma Al-Habsi        | 28 de enero de 1996 (26 años)      | 20   | 0     | Al-Seeb     |
| 6   | DEF  | Ahmed Al-Khamisi     | 26 de noviembre de 1991 (31 años)  | 18   | 0     | Al-Suwaiq   |
| 7   | DEL  | Issam Al-Sabhi       | 1 de mayo de 1997 (25 años)        | 16   | 3     | Al-Suwaiq   |
| 8   | DEL  | Zahir Al-Aghbari     | 28 de mayo de 1999 (23 años)       | 18   | 0     | Al-Khaldiya |
| 9   | MED  | Omar Al-Malki        | 4 de enero de 1994 (29 años)       | 3    | 1     | Al-Riffa    |
| 10  | DEL  | Jameel Al-Yahmadi    | 4 de enero de 1994 (29 años)       | 39   | 2     | Al-Markhiya |
| 11  | DEF  | Amjad Al-Harthi      | 1 de enero de 1994 (29 años)       | 20   | 1     | Al-Suwaiq   |
| 12  | DEF  | Ahmed Al-Matrooshi   | 26 de mayo de 1997 (25 años)       | 1    | 0     | Al-Nahda    |
| 13  | DEL  | Ahmed Aldawi         | 1 de enero de 1995 (28 años)       | 1    | 0     | Zawraa      |
| 14  | DEF  | Ahmed Al-Kaabi       | 15 de septiembre de 1996 (26 años) | 12   | 0     | Al-Nahda    |
| 15  | MED  | Musab Al-Mamari      | 22 de enero de 2000 (22 años)      | 1    | 0     | Al-Rustaq   |
| 16  | DEF  | Khalid Al-Braiki     | 3 de julio de 1993 (29 años)       | 14   | 0     | Al-Suwaiq   |
| 17  | DEL  | Rabia Al-Alawi       | 31 de marzo de 1995 (27 años)      | 18   | 6     | Al-Nahda    |
| 18  | POR  | Faiz Al-Rushaidi     | 19 de julio de 1988 (34 años)      | 62   | 0     | Al-Suwaiq   |
| 19  | DEF  | Mahmood Al-Mushaifri | 14 de enero de 1993 (29 años)      | 17   | 0     | Al-Nasr     |
| 20  | DEL  | Salaah Al-Yahyaei    | 17 de agosto de 1998 (24 años)     | 35   | 6     | Al-Seeb     |
| 21  | MED  | Mataz Saleh          | 28 de mayo de 1996 (26 años)       | 12   | 1     | Dhofar      |
| 22  | POR  | Ahmed Al-Rawahi      | 5 de mayo de 1994 (28 años)        | 5    | 0     | Al-Seeb     |
| 23  | MED  | Harib Al-Saadi       | 1 de febrero de 1990 (32 años)     | 55   | 0     | Al-Suwaiq   |

### Arabia Saudita
Entrenador:  Saad Al-Shehri
El equipo fue anunciado el 30 de diciembre de 2022.
| No. | Pos. | Jugador              | Fecha de nacimiento (edad)         | Apa. | Goles | Club       |
| --- | ---- | -------------------- | ---------------------------------- | ---- | ----- | ---------- |
| 1   | POR  | Nawaf Al-Aqidi       | 10 de mayo de 2000 (22 años)       | 0    | 0     | Al-Nassr   |
| 2   | DEF  | Madallah Al-Olayan   | 25 de agosto de 1994 (28 años)     | 2    | 0     | Al-Ittihad |
| 3   | DEF  | Ahmed Bamsaud        | 22 de noviembre de 1995 (27 años)  | 3    | 0     | Al-Ittihad |
| 4   | DEF  | Ziyad Al-Sahafi      | 3 de febrero de 1994 (28 años)     | 12   | 0     | Al-Taawoun |
| 5   | DEF  | Qassem Lajami        | 24 de abril de 1996 (26 años)      | 0    | 0     | Al-Fateh   |
| 6   | MED  | Riyadh Sharahili     | 28 de abril de 1993 (29 años)      | 6    | 0     | Abha       |
| 7   | MED  | Sumayhan Al-Nabit    | 27 de marzo de 1996 (26 años)      | 0    | 0     | Al-Taawoun |
| 8   | MED  | Faisal Al-Ghamdi     | 13 de agosto de 2001 (21 años)     | 0    | 0     | Al-Ettifaq |
| 9   | DEL  | Raed Al-Ghamdi       | 6 de mayo de 1994 (28 años)        | 0    | 0     | Al-Raed    |
| 10  | MED  | Turki Al-Ammar       | 23 de septiembre de 1999 (23 años) | 6    | 0     | Al-Shabab  |
| 11  | MED  | Ahmed Al-Ghamdi      | 20 de septiembre de 2001 (21 años) | 0    | 0     | Al-Ettifaq |
| 12  | MED  | Mohammed Aboulshamat | 11 de agosto de 2002 (20 años)     | 0    | 0     | Al-Qadsiah |
| 13  | DEF  | Hussain Al-Sibyani   | 24 de junio de 2001 (21 años)      | 0    | 0     | Al-Shabab  |
| 14  | MED  | Awad Al-Nashri       | 15 de marzo de 2002 (20 años)      | 0    | 0     | Al-Ittihad |
| 15  | MED  | Hussain Al-Eisa      | 29 de diciembre de 2000 (22 años)  | 0    | 0     | Al-Wehda   |
| 16  | DEL  | Mohammed Maran       | 15 de febrero de 2001 (21 años)    | 0    | 0     | Al-Nassr   |
| 17  | MED  | Naif Masoud          | 8 de marzo de 2001 (21 años)       | 0    | 0     | Al-Qadsiah |
| 18  | MED  | Saad Al-Nasser       | 8 de enero de 2001 (21 años)       | 0    | 0     | Al-Taawoun |
| 19  | DEF  | Meshal Al-Sebyani    | 11 de abril de 2001 (21 años)      | 2    | 0     | Al-Faisaly |
| 20  | DEF  | Rayane Hamidou       | 13 de abril de 2002 (20 años)      | 0    | 0     | Al-Ahli    |
| 21  | POR  | Abdulbassit Hawsawi  | 21 de diciembre de 1996 (26 años)  | 0    | 0     | Damac      |
| 22  | POR  | Mohammed Al-Absi     | 24 de septiembre de 2002 (20 años) | 0    | 0     | Al-Shabab  |
| 23  | MED  | Musab Al-Juwayr      | 20 de junio de 2003 (19 años)      | 0    | 0     | Al-Hilal   |

### Yemen
Entrenador:  Miroslav Soukup
El equipo fue anunciado el 31 de diciembre de 2002.
| No. | Pos. | Jugador              | Fecha de nacimiento (edad)        | Apa. | Goles | Club                    |
| --- | ---- | -------------------- | --------------------------------- | ---- | ----- | ----------------------- |
| 1   | POR  | Mohammed Aman        | 14 de abril de 1997 (25 años)     | 3    | 0     | Al-Shaab Hadramaut      |
| 2   | DEF  | Hamza Al-Rimi        | 1 de enero de 1997 (26 años)      | 3    | 0     | Al-Tahaddi SC           |
| 3   | DEF  | Haroune Alzubidi     | 30 de octubre de 1999 (23 años)   | 0    | 0     | Al-Wehda SCC            |
| 4   | DEF  | Mudir Al-Radaei      | 1 de enero de 1993 (30 años)      | 59   | 1     | Al-Ahli Club Sanaa      |
| 5   | DEF  | Akram Albhri         | 1 de abril de 1996 (26 años)      | 0    | 0     | Al-Wehda SCC            |
| 6   | DEF  | Amrou Lotf           | 12 de febrero de 1999 (23 años)   | 0    | 0     | Al-Wehda SC             |
| 7   | DEL  | Ahmed Al-Sarori      | 9 de agosto de 1998 (24 años)     | 42   | 2     | Chabab Mohammédia       |
| 8   | MED  | Anis Al-Maari        | 9 de enero de 2000 (22 años)      | 1    | 0     | Al-Shaab Hadramaut      |
| 9   | DEL  | Omar Al-Dahi         | 15 de diciembre de 1999 (23 años) | 15   | 2     | Aswan SC                |
| 10  | MED  | Nasser Al-Gahwashi   | 24 de mayo de 1999 (23 años)      | 18   | 1     | Naft Al-Wasat           |
| 11  | MED  | Abdulwasea Al-Matari | 4 de julio de 1994 (28 años)      | 50   | 8     | Al-Nasr Club            |
| 12  | DEL  | Ahmed Maher          | 24 de enero de 2002 (20 años)     | 8    | 0     | Baladeyet El Mahalla SC |
| 13  | MED  | Omar Sharid          | 10 de marzo de 1997 (25 años)     | 2    | 0     | Shamsan Club            |
| 14  | MED  | Mohammad Bahmid      | 1 de enero de 1997 (26 años)      | 0    | 0     | Tadamn Hadramaut        |
| 15  | MED  | Mohammad Al-Tairi    | 1 de enero de 1996 (27 años)      | 3    | 0     | Al-Wehda SCC            |
| 16  | DEF  | Ahmed Al-Wajeeh      | 17 de marzo de 2002 (20 años)     | 5    | 0     | Al-Shaab Hadramaut      |
| 17  | DEF  | Emad Al-Godaimah     | 11 de marzo de 2003 (19 años)     | 1    | 0     | Samarra                 |
| 18  | MED  | Mohammed Al-Dahi     | 3 de abril de 1996 (26 años)      | 3    | 0     | Samarra                 |
| 19  | DEL  | Ali Al-Omari         | 8 de junio de 2001 (21 años)      | 0    | 0     | FC Buffalo              |
| 20  | MED  | Hamza Hanash         | 1 de enero de 1995 (28 años)      | 0    | 0     | Al-Ahli Club Sanaa      |
| 21  | DEF  | Jarallah Al-Zghari   | 1 de enero de 1997 (26 años)      | 0    | 0     | Al-Sha'ab Ibb           |
| 22  | POR  | Salem Al-Harsh       | 7 de octubre de 1998 (24 años)    | 5    | 0     | Al-Wehda SC             |
| 23  | POR  | Ali Fadhl            | 27 de diciembre de 2000 (22 años) | 0    | 0     | Tadamn Hadramaut        |

## Grupo B

### Baréin
Entrenador:  Hélio Sousa
El equipo fue anunciado el 26 de diciembre.
| No. | Pos. | Jugador               | Fecha de nacimiento (edad)         | Apa. | Goles | Club            |
| --- | ---- | --------------------- | ---------------------------------- | ---- | ----- | --------------- |
|     | POR  | Sayed Mohammed Jaffer | 25 de agosto de 1985 (37 años)     | 145  | 0     | Al-Muharraq     |
|     | POR  | Ebrahim Lutfalla      | 24 de septiembre de 1992 (30 años) | 7    | 0     | Al-Ahli         |
|     | POR  | Abdulkarim Fardan     | 25 de abril de 1992 (30 años)      | 2    | 0     | Al-Riffa        |
|     | POR  | Ammar Mohammed        | 10 de febrero de 1999 (23 años)    | 2    | 0     | Manama          |
|     | POR  | Omar Salem            | 26 de mayo de 1995 (27 años)       | 0    | 0     | Budaiya         |
|     | DEF  | Waleed Al Hayam       | 3 de febrero de 1991 (31 años)     | 92   | 0     | Al-Muharraq     |
|     | DEF  | Sayed Redha Isa       | 7 de agosto de 1994 (28 años)      | 57   | 3     | Al-Ahli         |
|     | DEF  | Ahmed Bughammar       | 30 de diciembre de 1997 (25 años)  | 24   | 1     | Al-Khaldiya     |
|     | DEF  | Mohammed Adel         | 20 de septiembre de 1996 (26 años) | 20   | 0     | Al-Khaldiya     |
|     | DEF  | Hamad Al-Shamsan      | 29 de septiembre de 1997 (25 años) | 20   | 0     | Al-Riffa        |
|     | DEF  | Amine Bennadi         | 9 de mayo de 1993 (29 años)        | 10   | 0     | Al-Muharraq     |
|     | DEF  | Abdulla Al-Khalasi    | 2 de septiembre de 2003 (19 años)  | 0    | 0     | Al-Muharraq     |
|     | MED  | Kamil Al-Aswad        | 8 de abril de 1994 (28 años)       | 84   | 11    | Al-Riffa        |
|     | MED  | Abdulwahab Al-Malood  | 7 de junio de 1990 (32 años)       | 75   | 5     | Al-Muharraq     |
|     | MED  | Jasim Al-Shaikh       | 1 de febrero de 1996 (26 años)     | 51   | 3     | Al-Riffa        |
|     | MED  | Mohamed Marhoon       | 12 de febrero de 1998 (24 años)    | 43   | 12    | Al-Riffa        |
|     | MED  | Ali Haram             | 11 de diciembre de 1988 (34 años)  | 40   | 5     | Al-Riffa        |
|     | MED  | Mahdi Abdullatif      | 15 de febrero de 1993 (29 años)    | 8    | 0     | Manama          |
|     | MED  | Ebrahim Al-Khatal     | 19 de septiembre de 2000 (22 años) | 8    | 2     | Manama          |
|     | MED  | Hamza Abdulla         | 23 de junio de 1999 (23 años)      | 0    | 0     | East Riffa      |
|     | MED  | Ahmed Al-Sherooqi     | 22 de mayo de 2000 (22 años)       | 0    | 0     | Al-Muharraq     |
|     | DEL  | Sayed Dhiya Saeed     | 17 de julio de 1992 (30 años)      | 105  | 7     | Al-Khaldiya     |
|     | DEL  | Abdulla Yusuf         | 12 de junio de 1993 (29 años)      | 70   | 9     | Persija Jakarta |
|     | DEL  | Ali Madan             | 30 de noviembre de 1995 (27 años)  | 68   | 11    | Ajman           |
|     | DEL  | Mahdi Al-Humaidan     | 19 de mayo de 1993 (29 años)       | 40   | 4     | Al-Khaldiya     |

### Kuwait
Entrenador:  Rui Bento
El equipo fue anunciado el 1 de enero.
| No. | Pos. | Jugador               | Fecha de nacimiento (edad)         | Apa. | Goles | Club       |
| --- | ---- | --------------------- | ---------------------------------- | ---- | ----- | ---------- |
|     | POR  | Sulaiman Abdulghafour | 26 de febrero de 1991 (31 años)    | 30   | 0     | Al-Arabi   |
|     | POR  | Dhari Al-Otaibi       | 31 de marzo de 2002 (20 años)      | 0    | 0     | Kuwait SC  |
|     | POR  | Bader Al-Saanoun      | 24 de noviembre de 1996 (26 años)  | 0    | 0     | Al-Jahra   |
|     | DEF  | Fahad Al Hajeri       | 10 de noviembre de 1991 (31 años)  | 67   | 5     | Kuwait SC  |
|     | DEF  | Khalid El Ebrahim     | 28 de agosto de 1992 (30 años)     | 23   | 1     | Al-Qadsia  |
|     | DEF  | Hamad Al-Qallaf       | 4 de diciembre de 1999 (23 años)   | 14   | 0     | Al-Salmiya |
|     | DEF  | Mahdi Dashti          | 26 de octubre de 2001 (21 años)    | 5    | 0     | Al-Salmiya |
|     | DEF  | Meshari Ghanam        | 28 de agosto de 1997 (25 años)     | 3    | 0     | Kuwait SC  |
|     | DEF  | Hassan Hamdan         | 1 de septiembre de 2000 (22 años)  | 1    | 0     | Al-Arabi   |
|     | DEF  | Bader Jamal           | 10 de diciembre de 1996 (26 años)  | 1    | 0     | Al-Salmiya |
|     | DEF  | Mohammed Al-Nassar    | 24 de mayo de 1996 (26 años)       | 0    | 0     | Kazma      |
|     | MED  | Faisal Zayid          | 9 de octubre de 1991 (31 años)     | 45   | 6     | Kuwait SC  |
|     | MED  | Sultan Al Enezi       | 29 de septiembre de 1992 (30 años) | 38   | 0     | Al-Arabi   |
|     | MED  | Ahmed Al-Dhefiri      | 9 de enero de 1992 (30 años)       | 37   | 2     | Kuwait SC  |
|     | MED  | Fawaz Al-Otaibi       | 21 de febrero de 1997 (25 años)    | 18   | 1     | Al-Salmiya |
|     | MED  | Ali Khalaf            | 16 de enero de 1995 (27 años)      | 6    | 0     | Al-Arabi   |
|     | MED  | Bader Al-Fadhel       | 22 de abril de 1997 (25 años)      | 2    | 0     | Al-Arabi   |
|     | MED  | Abdullah Ghanem       | 12 de febrero de 1997 (25 años)    | 0    | 0     | Kazma      |
|     | DEL  | Mobarak Al-Faneeni    | 21 de enero de 2000 (22 años)      | 26   | 4     | Al-Salmiya |
|     | DEL  | Eid Al-Rashidi        | 25 de mayo de 1999 (23 años)       | 19   | 1     | Al-Qadsia  |
|     | DEL  | Shabaib Al-Khaldi     | 11 de agosto de 1998 (24 años)     | 17   | 3     | Kazma      |
|     | DEL  | Ibrahim Kameel        | 10 de junio de 2002 (20 años)      | 4    | 0     | Kuwait SC  |
|     | DEL  | Mohammad Bajeyah      | 15 de marzo de 2001 (21 años)      | 1    | 1     | Al-Jahra   |

### Catar
Entrenador:  Bruno Pinheiro
El equipo fue anunciado el 3 de enero.
| No. | Pos. | Jugador            | Fecha de nacimiento (edad)         | Apa. | Goles | Club       |
| --- | ---- | ------------------ | ---------------------------------- | ---- | ----- | ---------- |
|     | POR  | Meshaal Barsham    | 14 de febrero de 1998 (24 años)    | 22   | 0     | Al-Sadd    |
|     | POR  | Mahmud Abunada     | 5 de febrero de 2000 (22 años)     | 0    | 0     | Al-Arabi   |
|     | POR  | Shehab Ellethy     | 18 de abril de 2000 (22 años)      | 0    | 0     | Al-Duhail  |
|     | DEF  | Ismaeel Mohammad   | 5 de abril de 1990 (32 años)       | 72   | 4     | Al-Duhail  |
|     | DEF  | Tarek Salman       | 5 de diciembre de 1997 (25 años)   | 59   | 0     | Al-Sadd    |
|     | DEF  | Homam Ahmed        | 25 de agosto de 1999 (23 años)     | 32   | 2     | Al-Gharafa |
|     | DEF  | Mohammed Waad      | 18 de septiembre de 1999 (23 años) | 23   | 0     | Al-Sadd    |
|     | DEF  | Mohammed Aiash     | 27 de febrero de 2001 (21 años)    | 0    | 0     | Al-Duhail  |
|     | DEF  | Jassem Gaber       | 20 de febrero de 2002 (20 años)    | 0    | 0     | Al-Arabi   |
|     | DEF  | Diyab Taha         | 15 de mayo de 2001 (21 años)       | 0    | 0     | Al-Duhail  |
|     | MED  | Ali Assadalla      | 19 de enero de 1993 (29 años)      | 60   | 12    | Al-Sadd    |
|     | MED  | Assim Madibo       | 22 de octubre de 1996 (26 años)    | 45   | 0     | Al-Duhail  |
|     | MED  | Salem Al-Hajri     | 10 de abril de 1996 (26 años)      | 22   | 0     | Al-Sadd    |
|     | MED  | Hashim Ali         | 17 de agosto de 2000 (22 años)     | 2    | 0     | Al-Sadd    |
|     | MED  | Naif Al-Hadhrami   | 18 de julio de 2001 (21 años)      | 1    | 0     | Al-Rayyan  |
|     | MED  | Mostafa Meshaal    | 28 de marzo de 2001 (21 años)      | 1    | 0     | Al-Sadd    |
|     | MED  | Hazem Shehata      | 2 de febrero de 1998 (24 años)     | 1    | 0     | Al-Wakrah  |
|     | MED  | Tameem Al-Abdullah | 5 de octubre de 2002 (20 años)     | 0    | 0     | Al-Rayyan  |
|     | MED  | Ahmed Fadhel       | 7 de abril de 1993 (29 años)       | 0    | 0     | Al-Wakrah  |
|     | DEL  | Ahmed Alaaeldin    | 31 de enero de 1993 (29 años)      | 48   | 2     | Al-Gharafa |
|     | DEL  | Yusuf Abdurisag    | 6 de agosto de 1999 (23 años)      | 13   | 1     | Al-Sadd    |
|     | DEL  | Khalid Muneer      | 24 de febrero de 1998 (24 años)    | 3    | 1     | Al-Wakrah  |
|     | DEL  | Amro Surag         | 8 de abril de 1998 (24 años)       | 0    | 0     | Al-Gharafa |

### Emiratos Árabes Unidos
Entrenador:  Rodolfo Arruabarrena
El equipo fue anunciado el 25 de diciembre.
| No. | Pos. | Jugador             | Fecha de nacimiento (edad)         | Apa. | Goles | Club           |
| --- | ---- | ------------------- | ---------------------------------- | ---- | ----- | -------------- |
|     | POR  | Ali Khasif          | 9 de junio de 1987 (35 años)       | 69   | 0     | Al Jazira      |
|     | POR  | Khalid Eisa         | 15 de septiembre de 1989 (33 años) | 61   | 0     | Al Ain         |
|     | POR  | Khaled Al-Senani    | 14 de octubre de 1989 (33 años)    | 0    | 0     | Al Wasl        |
|     | DEF  | Walid Abbas         | 11 de junio de 1985 (37 años)      | 108  | 6     | Shabab Al Ahli |
|     | DEF  | Abdulaziz Haikal    | 10 de septiembre de 1990 (32 años) | 47   | 1     | Shabab Al Ahli |
|     | DEF  | Khalifa Al Hammadi  | 6 de noviembre de 1998 (24 años)   | 23   | 0     | Al Jazira      |
|     | DEF  | Khaled Ibrahim      | 17 de enero de 1997 (25 años)      | 5    | 0     | Sarja          |
|     | DEF  | Ahmed Jamil         | 16 de enero de 1999 (23 años)      | 4    | 0     | Shabab Al Ahli |
|     | DEF  | Khalid Al-Hashemi   | 18 de marzo de 1997 (25 años)      | 3    | 0     | Baniyas        |
|     | DEF  | Hassan Al-Moharrami | 6 de junio de 1996 (26 años)       | 3    | 0     | Baniyas        |
|     | DEF  | Abdusalam Mohammed  | 19 de junio de 1992 (30 años)      | 1    | 0     | Kalba          |
|     | MED  | Majed Hassan        | 1 de agosto de 1992 (30 años)      | 66   | 1     | Sarja          |
|     | MED  | Abdullah Ramadan    | 7 de marzo de 1998 (24 años)       | 32   | 0     | Al Jazira      |
|     | MED  | Fábio Lima          | 30 de junio de 1993 (29 años)      | 17   | 8     | Al Wasl        |
|     | MED  | Majid Rashid        | 16 de mayo de 2000 (22 años)       | 4    | 0     | Sarja          |
|     | MED  | Khaled Al-Balochi   | 22 de marzo de 1999 (23 años)      | 1    | 0     | Al Ain         |
|     | MED  | Falah Waleed        | 13 de septiembre de 1998 (24 años) | 1    | 0     | Khor Fakkan    |
|     | MED  | Mohammed Abdulbasit | 19 de octubre de 1995 (27 años)    | 0    | 0     | Sarja          |
|     | MED  | Hussain Mahdi       | 24 de julio de 2000 (22 años)      | 0    | 0     | Al Nasr        |
|     | DEL  | Caio Canedo         | 9 de agosto de 1990 (32 años)      | 26   | 7     | Al Ain         |
|     | DEL  | Ali Saleh           | 22 de enero de 2000 (22 años)      | 24   | 3     | Al Wasl        |
|     | DEL  | Sebastián Tagliabúe | 22 de febrero de 1985 (37 años)    | 15   | 3     | Al Wahda       |
|     | DEL  | Harib Al-Maazmi     | 26 de noviembre de 2002 (20 años)  | 13   | 1     | Shabab Al Ahli |
|     | DEL  | Yahya Al Ghassani   | 18 de abril de 1998 (24 años)      | 5    | 1     | Shabab Al Ahli |